# Lee Kyung-hae
Lee Kyung-hae (이경해 en hangeul et 李京海 en Hanja) né en 1947 et mort le 10 septembre 2003, est un agriculteur paysan de Corée du Sud, militant et président de la Fédération des fermiers et pêcheurs de Corée.

## Biographie

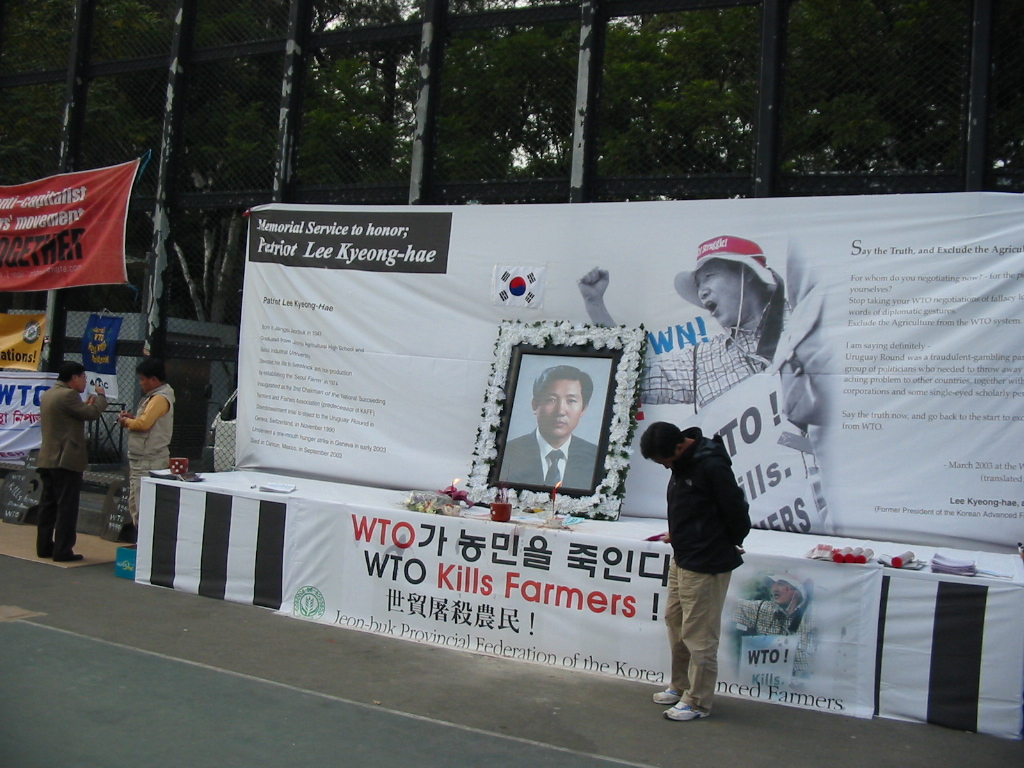
cérémonie commémorative pour Lee Kyung-hae

Lee Kyung-hae passe une partie de sa vie à s'opposer à la mondialisation des grandes entreprises et à soutenir, supporter les fermiers locaux, ainsi que les pêcheurs de la pêche artisanale. Il conteste les réglementations de l'OMC qui détruisent les petites exploitations agricoles, réduisant les fermiers à la pauvreté ou à pire. L'ouverture au commerce international de la Corée du Sud lui a d'ailleurs coûté son travail de cultivateur. En 1993, il fait une tentative de suicide devant l'OMC à Genève, en Suisse, est hospitalisé et ranimé.  
Le 10 septembre 2003, lors de la conférence de l'OMC à Cancún Lee se tient devant une barricade lors d'une grande manifestation et se transperce le cœur devant les caméras de télévision, donnant une fin tragique à une manifestation pacifique. Bien qu'il soit transporté rapidement dans un hôpital proche, il meurt durant l'opération. Sa mort tragique est devenue un exemple de l'effet destructeur du Libre-échange sur la vie des travailleurs.
Certains prétendent que sa mort n'est pas un suicide mais un assassinat maquillé.